# Упендра (актёр)
Упендра Рао (англ. Upendra Rao, канн. ಉಪೇಂದ್ರ, хинди उपेन्द्र; род. 18 сентября 1968; Котешвара, Кундапур, Карнатака, Индия) — индийский актёр, режиссёр, продюсер, певец и политик.

## Биография
Упендра родился в городе Кундапур, в штате Майсур (ныне Карнатака). Имеет старшего брата Судхиндру. В раннем детстве у него были проблемы со зрением, в результате которой, он может крутить глазные яблоки. Учился в колледже APS, в Бангалоре, имеет степень бакалавра в сфере торговли. Во время учёбы в колледже он участвовал в различных постановках вместе со своими друзьями, но благодаря дружбе с актёром и режиссёром Кашинатхом, который оказался его дальним родственником, он решил начать карьеру.
Его первым появлением в качестве актёра стал фильм Кашинатха Anantana Avantara, где он сыграл эпизодическую роль. А первой работой в качестве режиссёра стал комедийный фильм Tharle Nan Maga, выпущенный в 1992 году, где был впервые представлен комик Джаггеш. Фильм имел коммерческий успех и стал культовым в штате
Через год выпущен фильм ужасов Shhh!, также как и первый имел коммерческий успех. Через два года вышел фильм «Ом» с гангстерской тематикой, имевший коммерческий успех, ставший одним из кассовых фильмов на языке каннада и достигший до национального уровня. Также этот фильм начал тенденцию съёмки фильмов о гангстерах. В этом фильме была представлена актриса Према. 
В 1998 году вышел фильм «A», где он выступил не только как режиссёр, но и как актёр. Были слухи, что сюжет основан его истории с его протеже Премой. Фильм имел коммерческий успех и продержался в прокате более 175 дней
В том же году вышел фильм Swasthik, в котором главную роль сыграл Рагхавендра Раджкумар, но фильм провалился в прокате
Через год вышел фильм «Упендра», в котором он сыграл безымянного персонажа вместе с актрисами Дамини, его протеже Премой и хинди-язычной актрисой Равиной Тандон. Фильм имел коммерческий успех, но больше чем его предыдущий фильм.
В 2000 году вышел фильм Preethse с участием Сонали Бендре и Шивы Раджкумара, который является каннада-язычным ремейком фильма «Жизнь под страхом», но фильм имел коммерческий успех. В 2001 году вышел телугуязычный фильм Raa, в котором он сыграл влюбчивого плейбоя, там же он встретил будущую жену Приянку Триведи.
В 2006 году вышел фильм «Айшвария», где он сыграл в паре с тогда начинающей актрисой Дипикой Падуконе, фильм имел коммерческий успех.
В 2010 году он вернулся в качестве режиссёра, сняв фильм «Супер», вместе с актрисой Наянтарой, для которой этот фильм стал каннада-язычзным дебютом. Фильм имел коммерческий успех.
С 2013 по 2015 годы несколько фильмов с его участием провалились в прокате.
В 2015 году вышел фильм на телугу S/O Satyamurthy, где он сыграл роль второго плана.
В том же году вышло продолжение фильма Upendra — Uppi 2. Фильм имел коммерческий успех.
В 2017 году вышел фильм Upendra Matte Baa, который имел коммерческий успех.
Сейчас готовится к выходу фильм Uppi Rupee, в жанре политического триллера.

## Личная жизнь
В декабре 2003 года Упендра женился на Приянке Триведи, имеют сына и дочь.

## Фильмография

### В качестве актёра
| Год  |   | Русское название | Оригинальное название       | Роль |
| ---- | - | ---------------- | --------------------------- | --- |
| 1989 | ф |                  | Anantana Avantara           | Kamadeva (камео)                                                                                                  |
| 1998 | ф |                  | A                           | Сурья |
| 1998 | ф |                  | Kanyadanam                  | Венкат |
| 1999 | ф | Упендра          | Upendra                     | Нану |
| 2000 | ф |                  | Preethse                    | Чандру |
| 2000 | ф |                  | Oke Maata (тел.)            | Сурьям |
| 2001 | ф |                  | Raja                        | Шридхар |
| 2002 | ф |                  | H2O                         | Удаяшанкар |
| 2002 | ф |                  | Neethone Vuntanu            | Ravi |
| 2002 | ф |                  | Super Star                  | Ricky / Deependra                                                                                                 |
| 2002 | ф |                  | Nagarahavu                  | Ajay |
| 2002 | ф |                  | Naanu Naane                 | Raja |
| 2002 | ф |                  | Hollywood                   | Upendra / Surendra / Robot US47                                                                                   |
| 2003 | ф |                  | Kutumba                     | Vijay |
| 2003 | ф |                  | Rakta Kanneeru              | Mohan |
| 2003 | ф |                  | Gokarna                     | Sidda |
| 2004 | ф |                  | Omkara                      | Sathya |
| 2005 | ф |                  | Gowramma                    | Venkat Swamy |
| 2005 | ф |                  | News                        | Guru |
| 2005 | ф |                  | Auto Shankar                | Shankar |
| 2006 | ф |                  | Uppi Dada M.B.B.S.          | Rao Bahaddur Upendra                                                                                              |
| 2006 | ф |                  | Thandege Thakka Maga        | Sathya |
| 2006 | ф |                  | Aishwarya                   | Абхишек Хегде |
| 2007 | ф |                  | Parodi                      | Vijay |
| 2007 | ф |                  | Masti                       | Siddappaji |
| 2007 | ф |                  | Toss (тел.)                 | Neelakanta |
| 2007 | ф |                  | Anatharu                    | Rudra |
| 2007 | ф |                  | Lava Kusha                  | Chakri |
| 2008 | ф | Из последних сил | Sathyam (там.)              | Маниквел |
| 2008 | ф |                  | Budhivanta                  | Джозеф Фернандес / Панчамрута / Закир Хуссейн / Виджай Миттал / Самарасимха Редди / Ранджаниш Свами / Шьям Прасад |
| 2009 | ф |                  | Dubai Babu                  | Бабу |
| 2009 | ф |                  | Rajani                      | Раджани |
| 2010 | ф | Супер            | Super                       | Субхаш Чандра Ганди                                                                                               |
| 2011 | ф |                  | Shrimathi                   | Raj Kumar |
| 2012 | ф |                  | Aarakshaka                  | Arun / Vishnu |
| 2012 | ф |                  | Katari Veera Surasundarangi | Upendra / Mohan / Temporary Yama                                                                                  |
| 2012 | ф | Крёстный отец    | Godfather                   | Shiva / Ajay / Vijay                                                                                              |
| 2012 | ф |                  | Kalpana                     | Raghava |
| 2013 | ф |                  | Topiwala                    | Basak |
| 2014 | ф |                  | Brahma                      | Brahma |
| 2014 | ф |                  | Super Ranga                 | Sriranga |
| 2015 | ф |                  | Shivam                      | Basavanna / Alexander                                                                                             |
| 2015 | ф | Сын Сатьямурти   | S/O Satyamurthy (тел.)      | Девардж |
| 2015 | ф |                  | Uppi 2                      | Нану / Нину |
| 2016 | ф |                  | Kalpana 2                   | Рагхава / Джейд Шиву                                                                                              |
| 2016 | ф |                  | Mukunda Murari              | Мукунда |
| 2017 | ф |                  | Upendra Matte Baa           | Упендра / Сурендра                                                                                                |
| 2018 | ф |                  | Uppi Rupee                  | |

### В качестве режиссёра
- 1992 — Tharle Nan Maga
- 1993 — Shhh!
- 1995 — Ом
- 1995 — Operation Antha
- 1997 — Omkaram
- 1998 — Swasthik
- 1998 — A
- 1999 — Upendra
- 2010 — Super
- 2015 — Uppi 2